# Szalonna, Borsod-Abaúj-Zemplén
Szalonna este un sat în districtul Edelény, județul Borsod-Abaúj-Zemplén, Ungaria, având o populație de 1.079 de locuitori (2011). 

## Demografie
Componența etnică a satului Szalonna
     Maghiari (79,68%)
     Romi (17,85%)
     Români (1,32%)
     Necunoscut (0,26%)
     Alții (0,88%)
Componența confesională a satului Szalonna
     Romano-catolici (51,71%)
     Reformați (18,07%)
     Greco-catolici (7,88%)
     Fără religie (4,26%)
     Necunoscută (18,07%)
     Alte religii (0,56%)
Conform recensământului din 2011, satul Szalonna avea 1.079 de locuitori. Din punct de vedere etnic, majoritatea locuitorilor (79,68%) erau maghiari, existând și minorități de romi (17,85%) și români (1,32%). Apartenența etnică nu este cunoscută în cazul a 0,26% din locuitori.  Din punct de vedere confesional, majoritatea locuitorilor (51,71%) erau romano-catolici, existând și minorități de reformați (18,07%), greco-catolici (7,88%) și persoane fără religie (4,26%). Pentru 18,07% din locuitori nu este cunoscută apartenența confesională.